# ديف ماكنزي (لاعب كرة قدم)
ديف ماكنزي هو لاعب هوكي الجليد ولاعب كرة قدم كندي في مركز الدفاع، ولد في 10 مارس 1956 في إنفرنيس في المملكة المتحدة. شارك مع منتخب كندا تحت 20 سنة لكرة القدم. أما مع النوادي، فقد لعب مع بيتسبرغ سبيريت ‏.

## وصلات خارجية
- ديف ماكنزي (لاعب كرة قدم) على موقع HockeyDB.com (الإنجليزية)